# Eric Dutton
Pour les articles homonymes, voir Dutton.
Eric Dutton, né en 1883 à Chorlton-cum-Hardy et mort en 1968 à Cheshire, est un joueur britannique de crosse.

## Biographie
Eric Dutton, joueur du Eccles Lacrosse Club, fait partie de l'équipe nationale britannique médaillée d'argent aux Jeux olympiques d'été de 1908 à Londres. Les Britanniques perdent le seul match de la compétition contre les Canadiens sur le score de 14 à 10.